# Sömngångarnätter på vakna dagar
Sömngångarnätter på vakna dagar är en diktsamling av August Strindberg, utgiven 1884. Boken är dedicerad till de två norska författarna Bjørnstjerne Bjørnson och Jonas Lie. Från början hade Strindberg tänkt att ha med en dikt med namnet "Sömngångar-nätter" i samlingen Dikter på vers och prosa, men idén växte till en hel diktcykel, indelad i fyra "nätter" och en avslutande del, "Uppvaknandet". Mest känd är dock den inledande, egentligen titellösa dikten med inledningsraden "Vid avenue de Neuilly".